# Deserteure des Lebens
Deserteure des Lebens (englisch Feet of Clay ‚tönerne Füße‘ nach einem Idiom aus dem biblischen Buch Daniel 2,31-45 ) ist ein US-amerikanisches Filmdrama von Cecil B. DeMille mit Vera Reynolds und Rod La Rocque in den Hauptrollen. Der Stummfilm wurde von Famous Player-Lasky produziert und basiert auf dem Roman Feet of Clay von Margaretta Tuttle. Die Premiere des Films fand am 21. September 1924 in New York statt. Im deutschsprachigen Raum kam er 1925 in Österreich zur Aufführung. Da es keine Kopien oder sonstiges Material gibt, gilt der Film als verschollen.

## Handlung
Während eines Rennens an der Küste von Santa Catalina Island, bei dem Surfbretter von Motorbooten gezogen werden, kommt es zu einem Unfall, bei dem Kerry Harlan der jungen Amy Loring das Leben rettet. Bei der Rettungsaktion wird Kerry von einem Hai angegriffen und schwer am Fuß verletzt. Der Chirurg Dr. Lansell teilt Kerry mit, dass er seinen Fuß schonen muss und ein Jahr lang nicht gehen kann.
Kerry und Amy verlieben sich und heiraten. Während Kerry arbeitsunfähig ist, verfolgt Amy ihre Karriere als Fotomodell. Ihr Eheglück wird von Lansells Frau Bertha auf die Probe gestellt, die mit Kerry eine Affäre beginnen will und ihm nachstellt. Als sie ihn eines Tages besucht, kommt unvermittelt ihr Mann zu einer Visite. Panisch versucht sie, sich zu verstecken. Beim Versuch, aus dem Fenster zu klettern, stürzt sie in den Tod. Es kommt zu einem Skandal, in dessen Folge Amy Kerry verlässt.
Sowohl Amy als auch Kerry verzweifeln an der Trennung und wollen ihren Leben ein Ende setzen. Im Jenseits begegnen sie sich und treffen auf Bertha, die reumütig alle Schuld auf sich nimmt. Im Diesseits findet Dr. Lansell die leblosen Körper der beiden und holt sie ins Leben zurück.

## Entstehung
Gedreht wurde der Film auf Santa Catalina Island. Paul Iribe und Norman Bel Geddes oblag die künstlerische Leitung. Roy Pomeroy war technischer Berater.
Die Managerin der Autorin Margaretta Tuttle wollte die Filmrechte für 25.000 Dollar (heute in etwa 396.000 US-Dollar) an Warner Bros. verkaufen. Tuttle hatte die Rechte jedoch schon für den gleichen Preis an Famous Player-Lasky veräußert.
Für die weibliche Hauptrolle hatte Regisseur und Produzent DeMille seinen Star Estelle Taylor vorgesehen. Da es zwischen den beiden zu Differenzen kam, übertrug DeMille die Rolle Vera Reynolds. Presseartikel vermeldeten, Reynolds habe die Rolle ihres Schwimmtalentes und ihrer Athletik zu verdanken.
Die Rolle des an den Rollstuhl gebundenen Buchhalters vergab DeMille an Theodore Roberts, der auf Grund eines Unfalls im Rollstuhl saß. Roberts konnte den Anforderungen nicht gerecht werden und wurde durch Victor Varconi ersetzt.
Die Überquerung des Flusses Styx wurde mit Komparsen aus verschiedenen Ländern gedreht. Um Darsteller und Crew in die richtige Stimmung zu bringen, ließ DeMille die Dreharbeiten mit dem traditionellen russischen Volkslied Lied der Wolgaschlepper untermalen, das in langsamer und düsterer Weise gespielt wurde.